# Melanocercops
Melanocercops is een geslacht van vlinders uit de familie mineermotten (Gracillariidae).
Het geslacht omvat volgende soorten:
- Melanocercops cyclopa (Meyrick, 1908)
- Melanocercops desiccata (Meyrick, 1916)
- Melanocercops elaphopa (Meyrick, 1914)
- Melanocercops ficuvorella (Yazaki, 1926)
- Melanocercops melanommata (Turner, 1913)
- Melanocercops phractopa (Meyrick, 1918)